# Словаки в США
Словаки в США — громадяни США, чиї предки походять зі Словаччини або мають словацьке етнічне походження. Згідно з переписом населення 1990 року словаки становили третю за величиною слов'янську етнічну групу країни. На даний момент в Сполучених Штатах проживають близько 790 000 осіб словацького походження.

## Історія

### Вісімнадцяте століття
Першим відомим емігрантом з території сучасної Словаччини, яка тоді входила до складу Угорського королівства, вважається Фердинанд Шароші. Близько 1695 року він прибув в релігійну колонію Германтавн, штат Пенсільванія, засновану лідером громади менонітів Френсісом Пасторіусом, щоб служити вчителем і проповідником. Через 2 роки він повернувся назад у Словаччину. Іншим вихідцем із меж Угорського королівства є Андреас Єлік, етнічний німець з села Байя, який у 1754 році покинув батьківщину для навчання на професію кравця. Мандруючи певний час по Європі, голландським торговим кораблем він врешті-решт досяг берегів Південної Америки.
Проте найбільш відомим словаком-емігрантом у США вважається Моріц Беньовський. Відомий як самопроголошений імператор Мадагаскару і угорський авантюрист, він прийняв рекомендації від Бенджаміна Франкліна і кошти нащадка Фернана Магеллана, виїхав в Америку і взяв участь у війні за незалежність США. Знаний мандрівник приєднався до кавалерійського корпусу на чолі з генералом Пуласкі і відзначився в облозі Савани. Беньовський помер на Мадагаскарі в 1786 році, але його дружина, Зузана Хонсч залишився в Сполучених Штатах і прожила тут аж до своєї смерті у 1815 році.
Ще одним американським словаком, який взяв участь в американській революції є майор Ян Полерецький. Після навчання у французькій Королівській військовій академії Сен-Сір, він виїхав з Франції в Америку, щоб боротися в рядах армії Джорджа Вашингтона у війні за незалежність США. Полерецький входив до складу військового підрозділу «синіх гусар», якому англійці офіційно склали зброю після поразки Корнуоліса поблизу Йорктуна. Після закінчення війни, Полерецький оселився в Дрездені, штат Мен, де він служив на ряді державних посад.

### Дев'ятнадцяте століття

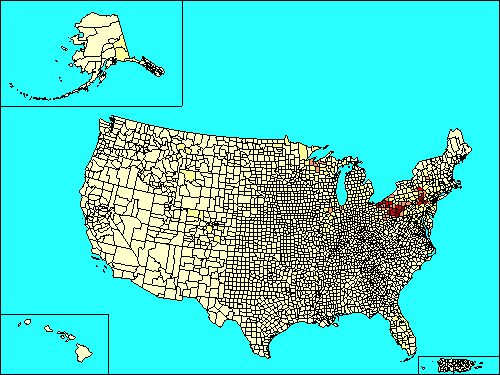
Поширення американців словацького походження за переписом 2000 року

Під час громадянської війни в США, Авраам Лінкольн задовольнив прохання організувати військову організацію названу «Lincoln Riflemen of Sclavonic Origin». Цей військовий підрозділ, який включав багато словаків, брав участь у бойових діях і в кінцевому підсумку був включений в 24 піхотний полк з Іллінойсу.
Великомасштабна імміграція словаків в США почалася в 1870-х роках після початку політики примусової мадяризації, яку проводив угорський уряд на підконтрольних словацьких землях. Оскільки співробітники імміграційної служби США не вели окремий облік для кожної етнічної групи в рамках Австро-Угорської імперії, неможливо визначити точну кількість словацьких іммігрантів, що прибули до Сполучених Штатів. В період між 1880 і серединою 1920-х років до Сполучених Штатів іммігрувало ще близько 500.000 словаків. Більше половини з них оселилися в Пенсильванії. Інші популярні напрямки розселення включали Огайо, Іллінойс, Нью-Йорк і Нью-Джерсі.

### Двадцяте століття

#### Організація, політична активність і створення Чехословаччини

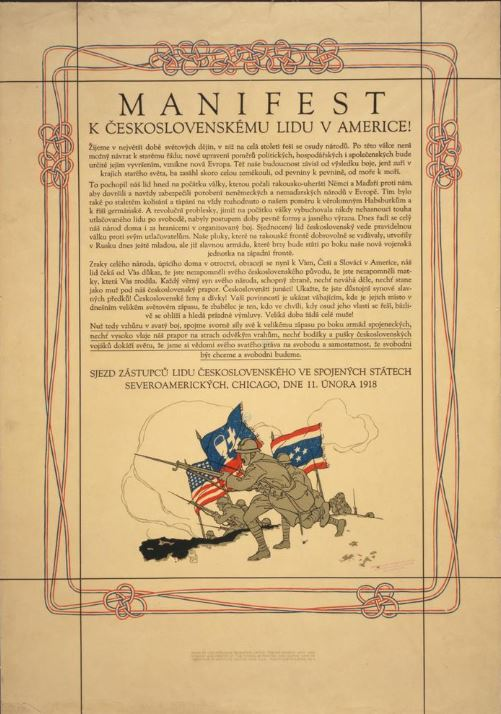
Маніфест до чехословацького населення США із закликом вступати в ряди добровольців для боротьби у чехословацькому легіоні проти Австро-Угорщини і Німеччини

Словакам на батьківщині, в якій угорці мали привілейоване становище, було відмовлено у праві на політичну діяльність і використання рідної мови в громадських місцях. Ситуація в США кардинально змінилася: іммігранти стали соціально і політично активними, були створені товариства самодопомоги і братські організації, такі, як Sokol, Словацька Ліга Америки і Перший Католицький Словацький Союз. З'явились і друковані видання на словацькій мові «Slovensky dennik» («Словацький щоденник») та «Jednota» («Єдність»). Прибулі іммігранти активно лобіювали словацькі інтереси перед урядом США, зокрема адміністрацією президента Вудро Вільсона, аби домогтися більшої свободи для співвітчизників, які страждали під угорським гнобленням.
Одним із кроків іммігрантів стало успішне клопотання до федеральної влади США щодо класифікації прибулих не країні походження, а по рідній мові. Наказом президента новий порядок оформлення вже більше не класифікував словаків як «австрійців» або «угорців» і вперше був запроваджений під час перепису населення США 1910 року.
У 1915 році лідери Чеського національного альянсу і Словацької Ліги Америки підписали у Клівленді угоду, в якій вони взяли на себе зобов'язання співпрацювати для досягнення спільної мети: державної незалежності для чехів і словаків. Три роки по тому, на засіданні американського відділення Національної ради ЧССР в Піттсбурзі представники чехів і словаків уклали нову угоду. Вона передбачила програму боротьби, принципи демократичності майбутньої республіки, в якій за Словаччиною закріплювалося право на власні адміністративні й законодавчі органи та суди. 18 жовтня 1918 року, основний автор угоди, Томаш Масарик, батько якого був словаком, а мати походила з Моравії, проголосив незалежність Чехословаччини на щаблях Залу Незалежності у Філадельфії, штат Пенсільванія.
У 1970 році в Нью-Йорку був заснований Словацький Всесвітній конгрес (Slovak World Congress). Він став провідною організацією словаків, які проживають за кордоном, об'єднавши різноманітні емігрантські установи та приватних осіб.

#### Період комунізму в Чехословаччині
Прихід до влади в Чехословаччині комуністів, призвів до масової міграції словацької інтелігенції і післявоєнних політичних діячів. Ще одна хвиля імміграції була спричинена вторгненням Радянського Союзу у 1968 році, у відповідь на культурну та політичну лібералізацію чехословацької влади.